# Municipio de Bastress
El municipio de Bastress  (en inglés: Bastress Township) es un municipio ubicado en el condado de Lycoming en el estado estadounidense de Pensilvania. En el año 2000 tenía una población de 574 habitantes y una densidad poblacional de 25.6 personas por km².

## Geografía
El municipio de Bastress se encuentra ubicado en las coordenadas 41°11′40″N 77°07′33″O / 41.19444, -77.12583.

## Demografía
Según la Oficina del Censo en 2000 los ingresos medios por hogar en la localidad eran de $50,125 y los ingresos medios por familia eran $54,844. Los hombres tenían unos ingresos medios de $34,306 frente a los $20,250 para las mujeres. La renta per cápita para la localidad era de $17,880. Alrededor del 4,0% de la población estaban por debajo del umbral de pobreza.